# سيلفيمو لورو
سيلفيمو لورو (5 مارس 1959 بسيتوبال في البرتغال - ) هو لاعب كرة قدم برتغالي في مركز حراسة المرمى. شارك مع منتخب البرتغال تحت 21 سنة لكرة القدم ومنتخب البرتغال لكرة القدم. أما مع النوادي، فقد لعب مع فيتوريا دي غيماريش ونادي بنفيكا ونادي بورتو ونادي فيتوريا سيتوبال ونادي ديبورتيفو داس أيفيس وسالجويروس ‏.

## مسيرته الكروية
لعب سيلفيمو لورو خلال مسيرته الاحترافية مع 6 أندية في أربعة وعشرون موسمًا ولم يسجل خلالها أي هدف ضمن 401 مباراة. حيث فاز في ثلاثة مواسم بالكأس وفي ستة مواسم بالدوري.
خاض سيلفيمو لورو مسيرته مع نادي فيتوريا سيتوبال في موسم 1976–77 في المرة الأولى ليلعب معه ستة مواسم ثم في موسم 1994–95 لمدة موسم واحد، مشاركًا طوالها في 96 مباراة ولم يسجل أي هدف. ثم انتقل إلى نادي فيتوريا دي غيماريش في موسم 1982–83 ولمدة موسمين، حيث شارك في 46 مباراة ولم يسجل أي هدف أيضًا. لينتقل بعدها إلى نادي بنفيكا في موسم 1984–85 في المرة الأولى لمدة موسم واحد ثم في موسم 1986–87 ليلعب معه ثمانية مواسم، مشاركًا طوالها في 184 مباراة ولم يسجل أي هدف أيضًا. ثم انتقل إلى نادي ديبورتيفو داس أيفيس في موسم 1985–86 لمدة موسم واحد، مشاركًا في 28 مباراة ولم يسجل أي هدف أيضًا. هذا وانتقل لاحقًا إلى نادي بورتو في موسم 1995–96 ولمدة موسمين، مشاركًا في 13 مباراة ولم يسجل أي هدف أيضًا. ثم انتقل بعدها إلى سالجويروس ‏ في موسم 1997–98 واستمر معه طيلة ثلاثة مواسم، مشاركًا في 34 مباراة ولم يسجل أي هدف أيضًا.

## وصلات خارجية
- سيلفيمو لورو على موقع الاتحاد الدولي (مؤرشف)  (الإنجليزية)
- سيلفيمو لورو على موقع قاعدة بيانات كرة القدم.إي يو (الإنجليزية)
- سيلفيمو لورو على موقع ناشيونال فوتبول تيمز (الإنجليزية)
- سيلفيمو لورو على موقع عالم كرة القدم.نت (الإنجليزية)